# Jake Hoffman
Jacob Edward "Jake" Hoffman (Los Angeles County, 20 de março de 1981) é um ator estadunidense.
nasceu em Los Angeles County, Califórnia, e é filho do ator Dustin Hoffman e de Lisa Gottsegen.

## Trabalhos

### Cinema
| Ano  | Título                        | Nota               |
| ---- | ----------------------------- | ------------------ |
| 1988 | Rain Man                      |                    |
| 1991 | Hook                          |                    |
| 1999 | Liberty Heights               |                    |
| 2000 | Sweetie Pie                   |                    |
| 2001 | Undeclared                    | Televisão          |
| 2001 | Sugar & Spice                 |                    |
| 2004 | I Heart Huckabees             |                    |
| 2004 | King of the Corner            |                    |
| 2004 | Walk Into a Bar               | Escritor e diretor |
| 2005 | Arrested Development          | Televisão          |
| 2005 | Pancho's Pizza                | Escritor e diretor |
| 2005 | National Lampoon's Adam & Eve |                    |
| 2006 | Click                         |                    |
| 2009 | 10 Years Later                |                    |
| 2010 | Barney's Version              |                    |
| 2013 | The Wolf of Wall Street       |                    |